# Oreomastax morosa
Oreomastax morosa är en insektsart som först beskrevs av Leo L. Mishchenko 1937.  Oreomastax morosa ingår i släktet Oreomastax och familjen Eumastacidae. Inga underarter finns listade i Catalogue of Life.